# Martí (Cuba)
Martí é um município de Cuba pertencente à província de Matanzas. 